# Christophe Bombled
Christophe Bombled (Charleroi, 25 november 1973) is een Belgisch politicus voor de liberale MR.

## Levensloop
Bombled behaalde in 1995 het diploma van licentiaat in de toegepaste economische wetenschappen, optie marketing aan het FUCaM in Bergen. Hij werd adviseur informatica bij de Nationale Maatschappij der Belgische Spoorwegen (NMBS) en daarna adviseur bij spoorwegbeheerder Infrabel, tot hij zich in 2017 volledig op de politiek ging richten.
Bij de gemeenteraadsverkiezingen van 1994 werd Bombled voor de PRL – de voorloper van de MR – verkozen tot gemeenteraadslid van Cerfontaine, alwaar hij van 2004 tot 2006 schepen van Cultuur, Sport en Toerisme was. Sinds de gemeenteraadsverkiezingen van oktober 2006 is hij burgemeester van de gemeente. Daarnaast was hij van 2012 tot 2020 provincieraadslid van Namen.
In mei 2019 stond hij bij de federale verkiezingen als eerste opvolger op de MR-lijst in de kieskring Namen. Nadat verkozene David Clarinval in maart 2020 minister werd in de regering-Wilmès II, legde Bombled de eed af als lid van de Kamer van volksvertegenwoordigers. Hij bleef het mandaat uitoefenen tot in juni 2024. Bij de federale verkiezingen van juni 2024 was Bombled opnieuw eerste opvolger. In februari 2025 kon hij aan zijn tweede mandaat als federaal volksvertegenwoordiger beginnen, nadat Clarinval als minister toetrad tot de regering-De Wever.